# Heinz Burghardt
Heinz Burghardt (* 22. Mai 1958 in Cuxhaven) ist ein deutscher Synchronregisseur und Dialogbuchautor.

## Leben
Burghardt studierte von 1978 bis 1986 an der Freien Universität Berlin Chemie, Geographie und Politologie.
1987 kam seine Tochter Julia und 1990 sein Sohn Phillip zur Welt.
Seit 1989 verfasste er mehr als 1000 Dialogbücher und führt Regie.

## Filmografie (Auswahl)

### Spielfilme
- 1990: Dakota (USA)
- 1992: Dolly Dearest (USA)
- 1993: Il Gaucho (Italien)
- 1996: Instrinct de femme (Frankreich)
- 1996: Mein Freund Salty (USA)
- 1998: Red Meat (USA)
- 2000: Bruiser (USA/Kanada)
- 2001: Laws of Gravity (USA)
- 2004: Michel Vaillant (Frankreich)
- 2005: Winterpassing (USA)
- 2008: Tage des Ruhms (Frankreich / Belgien / Algerien / Marokko)
- 2009: Ein Engel im Winter (USA)
- 2009: Das Massaker von Katyn (Polen)
- 2012: Hobo with a Shotgun (USA)
- 2014: Jimmy P. – Psychotherapie eines Indianers (USA/Frankreich)
- 2014: The Immigrant (USA)
- 2014: Der Babadook (Australien)
- 2019: Never Grow Old (USA)
- 2019: QT8 (USA)
- 2019: Die Farbe aus dem All (USA)
- 2020: A Good Woman is Hard to Find (UK/Belgien)
- 2020: The Closet (Südkorea)
- 2021: Iron Mask (Russland)
- 2021: Silent Night – Und morgen sind wir tot (UK)
- 2022: Das Versteck (USA)
- 2022: Arthur, Malédiction (Frankreich)
- 2022: Murder in Yellowstone City (USA)
- 2022: Speak no Evil (Dänemark)
- 2024: Restore Point (Tschechien)
- 2024: We are Zombies (Kanada/Frankreich)
- 2024: Shadow of Violence (Irland/UK)
- 2024: Born to Be Wild – Die Jagd nach dem schwarzen Panther (Neuseeland)

### Serien
- 1989: California Clan (USA)
- 1990: Roda de Fogo (Brasilien)
- 1994: Zorro (USA)
- 1995: Calimero (Italien)
- 1995: Wendy (Neuseeland)
- 1996: Savannah (USA)
- 1997: Sullivans (Australien)
- 2002: Robocop (USA)
- 2003: Higher Ground (USA/Kanada)
- 2004: Detective Conan (Japan)
- 2007: The Closer (USA)
- 2009: Hotel Babylon (UK)
- 2010: Merlin (UK)
- 2011: Camelot (UK)
- 2012: Treme (USA)
- 2013: Franklin & Bash (USA)
- 2015: Alvinnn!!! und die Chipmunks (USA)[3]
- 2016: Ash VS Evil Dead (USA)
- 2018: MacGyver (USA)
- 2018: Schitt’s Creek (Kanada)
- 2020: Cryptid (Schweden)